# Nigel Clough
Nigel Howard Clough (Sunderland, 19 maart 1966) is een Engels voetbalcoach en voormalig voetballer. Hij was voornamelijk een centrumspits, maar later speelde hij als middenvelder. Clough scoorde in totaal 102 doelpunten voor Nottingham Forest uit meer dan 300 wedstrijden. Brian Clough was zijn vader én zijn coach bij Forest. Na zijn spelerscarrière werd hij coach van Burton Albion, waarmee hij ietwat verrassend promotie naar het Championship afdwong in 2016. Clough was ook manager van Derby County en Sheffield United. Hij speelde 14 interlands voor Engeland, maar scoorde niet.

## Clubcarrière

### Nottingham Forest
Clough begon zijn profcarrière bij Nottingham Forest in 1984 en onder de hoede van zijn vader Brian, eind jaren 70 en begin jaren 80 al trainer in de gloriejaren. Uitsluitend onder leiding van zijn vader won Clough twee keer op rij de League Cup met Forest, in 1989 en 1990. Daarnaast eindigde hij met de club twee keer op de derde plaats in de First Division, de hoogste divisie tot de oprichting van de Premier League in 1992. Clough verloor met Forest de finale van de FA Cup in 1991. Tottenham Hotspur won de beker na verlenging (1-2). In het seizoen 1991/1992 verloor hij met Forest de finale van de League Cup tegen Manchester United. Hij werd meermaals clubtopschutter.

### Liverpool
In het seizoen 1992/1993, degradeerde Forest naar de tweede klasse. Zijn vader Brian Clough nam na 18 jaar ontslag als hoofdcoach. Nigel verliet net als zijn vader de club en tekende een contract bij Liverpool, dat £ 2.750.000 voor hem betaalde aan Forest. Hij maakte zijn debuut voor Liverpool op 14 augustus 1993 tegen Sheffield Wednesday. Clough trof viermaal doel voor Liverpool tegen het einde van augustus 1993, maar vanaf de kerstperiode moesten Clough en Paul Stewart knokken voor speelgelegenheid vanwege de opkomst van de 18-jarige Robbie Fowler als aanvalspartner van ouderdomsdeken Ian Rush. Liverpool won de League Cup in 1995, door in de finale te winnen van Bolton Wanderers met 2-1 na haast een onemanshow van Steve McManaman. Clough behoorde niet tot de wedstrijdselectie.

### Manchester City
Clough verliet Liverpool in de winter van 1996 en tekende bij Manchester City, dat op dat ogenblik tegen degradatie naar tweede klasse vocht. Na zijn aankomst op Maine Road speelde Clough alle resterende 15 competitiewedstrijden van Manchester City, scoorde tweemaal, maar kon degradatie niet voorkomen en kort daarna verloor hij zijn plaats in het team wegens een blessure.
Manchester City leende hem uit aan eersteklassers Nottingham Forest en Sheffield Wednesday, zonder veel succes.

### Burton Albion
Clough beëindigde zijn loopbaan als speler-coach en middenvelder van derdeklasser Burton Albion, waar hij meer dan 200 competitieduels afwerkte tussen 1998 en 2008.

## Erelijst
| Competitie        |                   |                   |
| Competitie        | Aantal            | Jaren             |
| Nottingham Forest | Nottingham Forest | Nottingham Forest |
| ----------------- | ----------------- | ----------------- |
| League Cup        | 2×                | 1988/89, 1989/90  |